# کامیلا هنمارک
کامیلا هنمارک (سوئدی: Camilla Henemark؛ زادهٔ ۲۳ اکتبر ۱۹۶۴) خواننده، هنرپیشه، سخنگوی سیاسی، مدل، نیجریه‌ای-تبار اهل سوئد است. وی از سال ۱۹۸۰ میلادی تاکنون مشغول فعالیت بوده‌است. هنمارک مالک یک شرکت مدلینگ است.